# Wydawnictwo Salwator
Wydawnictwo Salwator – krakowskie wydawnictwo katolickie powstałe w 1998. Działa w ramach Polskiej Prowincji Salwatorianów.
W ofercie znajdują się publikacje z zakresu teologii, psychologii, filozofii, pedagogiki. Wydawnictwo jest też znane z książek motywacyjnych, poradników (m.in. kulinarnych - autorstwa s. Anieli Gareckiej), homiletyki, materiałów katechetycznych. Ofertę uzupełniają książeczki dla dzieci i młodzieży oraz beletrystyka.
Wśród autorów zagranicznych są m.in. Raniero Cantalamessa, Amedeo Cencini, Xavier Léon-Dufour, Bruno Forte, Anselm Grün, Romano Guardini, św. Jan od Krzyża, Carlo Maria Martini, Thomas Merton, Henri_Nouwen, Alessandro Pronzato, Gianfranco Ravasi, Jean Vanier i wielu innych.
Wśród polskich m.in.: abp Kazimierz Nycz, o. Leon Knabit OSB, o. prof. Józef Maria Bocheński, ks. prof. Roman Pindel, ks. prof. Jerzy Chmiel, ks. dr Robert Nęcek, prof. Danuta Michałowska, Anna Dymna i wielu innych.
Wydawnictwo wydało książki kilku ostatnich papieży, m.in. Jana XXIII, Pawła VI, Jana Pawła II oraz Benedykta XVI.
Nakładem Wydawnictwa ukazują się również Zeszyty Formacji Duchowej oraz kwartalnik katolicki „Salwator”.